# Cuse-et-Adrisans
Cuse-et-Adrisans település Franciaországban, Doubs megyében. Lakosainak száma 280 fő (2022. január 1.). Cuse-et-Adrisans Cubrial, Nans, Rougemont és Fontenelle-Montby községekkel határos.

## Népesség
A település népességének változása:
| Lakosok száma | 204  | 169  | 175  | 243  | 286  | 286  | 284  | 281  | 287  | 280  |
|               | 1968 | 1982 | 1990 | 2006 | 2013 | 2015 | 2017 | 2019 | 2020 | 2022 |